# لیمان (هوپا)
لیمان (به لاتین: Liman) یک منطقهٔ مسکونی در ترکیه است که در هوپا واقع شده‌است. لیمان ۲۱۸ نفر جمعیت دارد.